# Skyler Gisondo

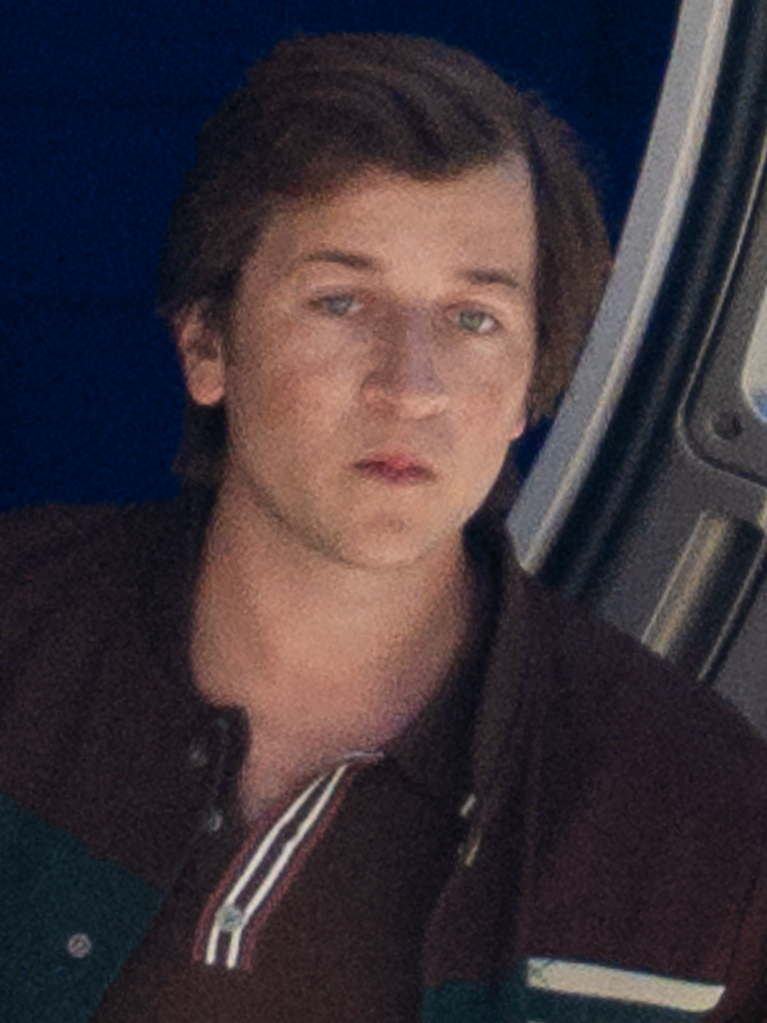
Skyler Gisondo, 2024

Skyler Gisondo (* 22. Juli 1996 in Palm Beach County, Florida) ist ein US-amerikanischer Schauspieler und Synchronsprecher.

## Leben
Skyler wurde in Palm Beach als Kind von Stacey und Ron Gisondo geboren. Seine TV-Karriere begann er bereits mit sieben Jahren, als er bei einer Episode von Miss Watch mitspielte. Nach einer Show auf einer Eisbahn in Burbank vier Jahre später wollte seine Mutter seine Karriere weiter voranbringen.
Bekannt wurde er unter anderem durch seine Rollen als Nick Daley in dem Kinofilm Nachts im Museum: Das geheimnisvolle Grabmal (2014), als junger Shawn Spencer in zwei Staffeln der Serie Psych sowie als James Griswold in Vacation – Wir sind die Griswolds. Bislang war er an mehr als 70 Film- und Fernsehproduktionen beteiligt, darunter auch als Synchronsprecher.

## Filmografie (Auswahl)
- 2005: Huff – Reif für die Couch (Huff, Fernsehserie, Folge 1x09)
- 2006: Dr. House (House, Fernsehserie, Folge 3x02)
- 2006: Emergency Room: Die Notaufnahme (ER, Fernsehserie, 2 Folgen)
- 2006: Drake & Josh (Fernsehserie, Folge 4x07)
- 2007: Walk Hard: Die Dewey Cox Story (Walk Hard: The Dewey Cox Story)
- 2007: I’m in Hell
- 2007: Halloween
- 2007: My Name Is Earl (Fernsehserie, Folge 3x15)
- 2008: Mein Schatz, unsere Familie und ich (Four Christmases)
- 2009: CSI: NY (Fernsehserie, Folge 5x15)
- 2010–2012: Psych (Fernsehserie, 11 Folgen)
- 2012: The Amazing Spider-Man
- 2012: Die Stooges – Drei Vollpfosten drehen ab (The Three Stooges)
- 2013: House of Lies (Fernsehserie, Folge 2x04)
- 2014: The Amazing Spider-Man 2: Rise of Electro (The Amazing Spider-Man 2)
- 2014: Nachts im Museum: Das geheimnisvolle Grabmal (Night at the Museum: Secret of the Tomb)
- 2015: Vacation – Wir sind die Griswolds (Vacation)
- 2017: Class Rank
- 2017–2019: Santa Clarita Diet (Fernsehserie, 30 Folgen)
- 2018: Feast of the Seven Fishes
- 2018: Zurück zu dir – Eine zweite Chance für die Liebe (Time Freak)
- 2019: Booksmart
- 2019: The Cat and the Moon
- 2020: The Binge
- 2020: Das Dilemma mit den sozialen Medien (The Social Dilemma)
- 2021: Licorice Pizza
- 2025: Superman

## Videospiele
- 2022: The Quarry (Rolle des Max Brinly)

## Synchronisation
- 2005: Air Buddies – Die Welpen sind los (Air Buddies)
- 2008: Snow Buddies – Abenteuer in Alaska (Snow Buddies)
- 2009: Space Buddies – Mission im Weltraum (Space Buddies)
- 2009: Santa Buddies – Auf der Suche nach Santa Pfote (Santa Buddies)
- 2011: Spooky Buddies – Der Fluch des Hallowuff-Hunds (Spooky Buddies)

## Auszeichnungen
Gisondo wurde 2009 und 2012 mit einem Young Artist Award ausgezeichnet.